# Sanctuaire national des martyrs de la révolution
 (novembre 2019).
Si vous disposez d'ouvrages ou d'articles de référence ou si vous connaissez des sites web de qualité traitant du thème abordé ici, merci de compléter l'article en donnant les références utiles à sa vérifiabilité et en les liant à la section « Notes et références ».
Le Sanctuaire national des martyrs de la révolution (chinois : 國民革命忠烈祠, pinyin : Guómín Gémìng Zhōngliècí, anglais : National Revolutionary Martyrs' Shrine) est un sanctuaire dans le district de Zhongshan, Taïpei, Taïwan, qui honore la mémoire des Hommes tombés pour la République de Chine.
Le sanctuaire est construit en 1969 sur la montagne Chingshan, à l'emplacement d'un ancien sanctuaire shintoïste datant de l'époque coloniale, le sanctuaire Taiwan-gokoku-jinja (台湾護国神社). Surplombant la rivière Keelung dans le district de Zhongshan, le sanctuaire reprend l’architecture de la Salle de l’Harmonie Suprême dans la Cité Interdite de Pékin. Le complexe abrite les âmes d’environ 390.000 personnes tuées entre autres durant la Révolution Xinhai, l’Expédition du Nord, la Seconde guerre Sino-japonaise, la guerre civile chinoise, et les première et deuxième crise du détroit de Taïwan. Une relève de la garde effectuée par les différents corps de l'armée de la république de Chine, similaire à celle du Mémorial de Sun Yat-Sen et du Mémorial de Tchang Kaï-chek, se déroule dans le sanctuaire.
Le Sanctuaire des martyrs a été le lieu où se sont déroulées les funérailles de Tchang Ching-kuo en 1988. Chaque année, les 29 mars (Journée de la jeunesse, commémorant la révolte de Guangzhou) et 3 septembre (Journée des forces armées), le Président de la République de Chine prend la tête des cinq Yuan (branches du gouvernement) pour honorer les martyrs en s’inclinant et en offrant de l’encens. Des sanctuaires identiques se trouvent dans toutes les municipalités de Taïwan, et des cérémonies analogues sont conduites par des magistrats et des maires.
Même si le Sanctuaire des martyrs se situe à Taïwan, la plupart des soldats étaient nés en Chine continentale. Taïwan était dirigé par le Japon jusqu’à la fin de la Seconde guerre mondiale, et environ 200.000 Taïwanais qui vivaient sous l’administration nippone ont servi dans l’Armée impériale du Japon.

## Transport
Le sanctuaire est accessible à pied depuis la station Dazhi du Métro de Taïpei.